# MINOS
Pour les articles homonymes, voir Minos (homonymie).

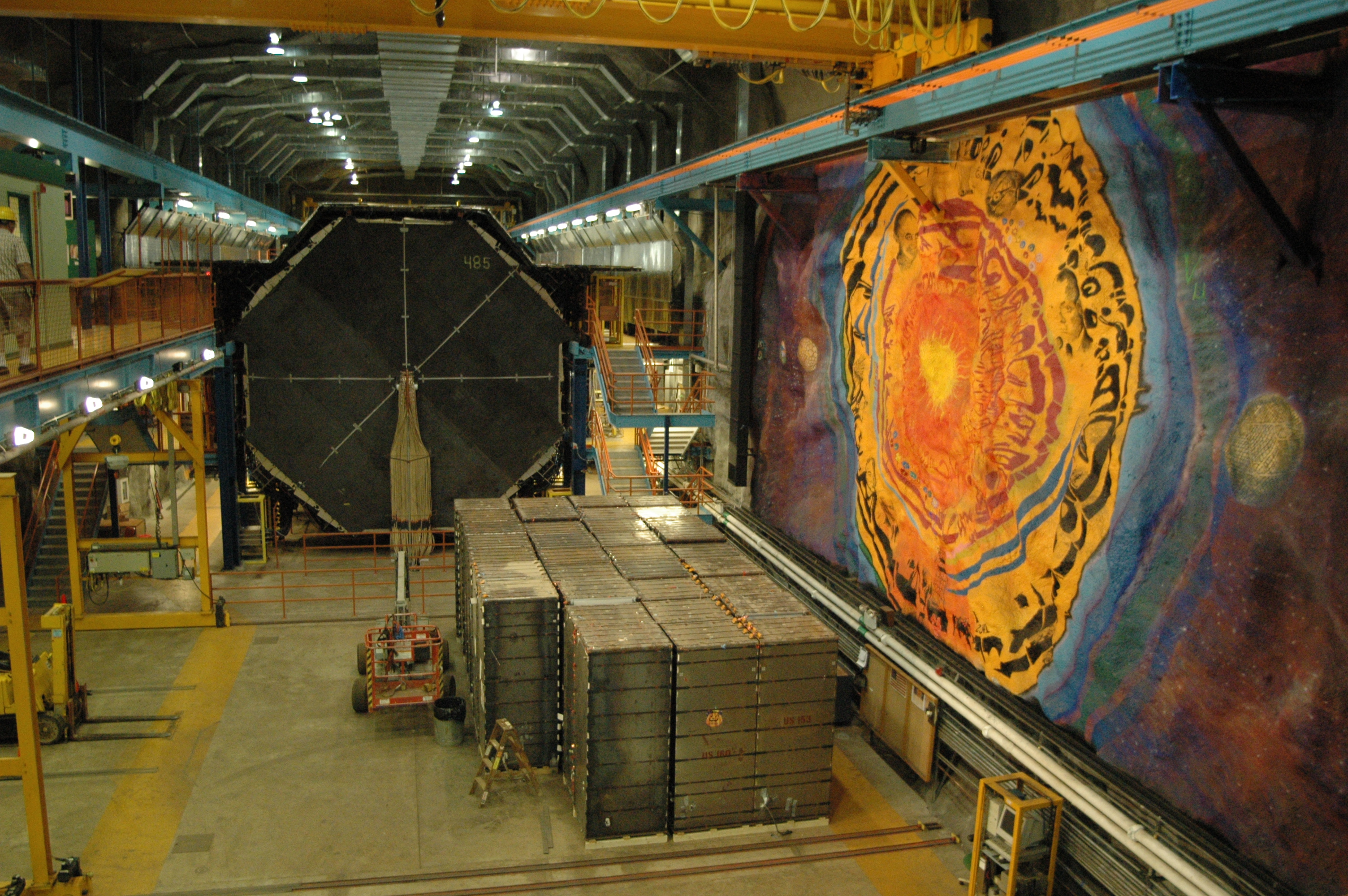
Le détecteur de MINOS en cours de rénovation.

MINOS est une expérience de physique des particules, qui a pour but d'évaluer le comportement des neutrinos sur une longue distance. Ils voyagent depuis leur production au Fermilab (grâce à l'accélérateur de particules NuMI (en), qui sert aussi pour l'expérience MINERνA (en)) jusqu'au détecteur, 735 km plus loin. La disparition des neutrinos muoniques est un indice en faveur de neutrinos massifs, et du phénomène d'oscillation des neutrinos (changement de saveur).
En 2007, l'expérience découvre un excès inexpliqué dans la vitesse du flux de neutrinos. Toutefois, l’intervalle de confiance en cette mesure est trop bas pour qu'il soit possible de conclure quoi que ce soit. Les résultats de l'expérience OPERA de 2011 semblant confirmer cette mesure initiale obligent les participants de cette expérience à hâter certains de leurs travaux : début 2012 un rapport détaillé des premiers résultats devra être publié et la rénovation de MINOS accélérée.